# 韋斯特馬克效應
韋斯特馬克效應（英語：Westermarck effect），又稱童年熟悉理論（childhood familiarity theory）、韋斯特馬克假說（westermarck hypothesis），指出兩個早年共同長大的兒童在成年後不會對彼此產生性吸引力。這個現象由芬蘭人類學家愛德華·韋斯特馬克在他的著作《人類婚姻史》（The History of Human Marriage）中提出。韋斯特馬克效應在許多地區和文化背景中都能觀察到，包括以色列吉布茨集體社區文化和中國的童養媳習俗，以及其他有血緣關係的家庭。這個現象被認為是在人類進化中為避免近親性交而發展出來的。

## 研究發現
在中國的童養媳习俗中，年齡較小的女孩會被帶到家裡和未婚夫一起撫養長大。韋斯特馬克的研究發現，童養媳長大後通常很抗拒此類婚姻，就算勉強結婚，他們的婚姻也鮮見美滿，而且女方生育率下降，可能是因為雙方發現彼此沒有性吸引力的緣故。
以色列吉布茨（集體社區）中，孩童們會依照年齡（而不是血緣或其他關係）分開，在不同的群體中生活。在針對吉布茨成員的婚姻研究中發現，這些孩子長大後，同一群體成員間結婚的比例僅佔3000個案例中的14例。而在這14對夫妻中，沒有任何一對是在出生後的頭六年一起被撫養長大的。這帶出了一個重點，亦即出生後六年的成長環境是一個關鍵時間點。若是這個關鍵時間點不存在，例如兩個有血緣關係的親生兄弟姐妹在不同的環境中成長，那他們日後相遇時則有可能會對彼此產生性吸引力，這個現象叫做遺傳性性吸引。

## 爭議
韋斯特馬克效應的反對者指出，歷史上兄弟姐妹間的婚姻並不少見，例如古埃及皇室。然而，古埃及有嫁婚配傳統，皇室女性下嫁平民是不光彩的，因此她們與皇室兄弟結婚並非出於愛情。除此之外，皇室成員的孩子為各種原因分開撫養的情形也很普遍。
另一個因果相反的理論由佛洛伊德提出，他指出同一個家族的成員對彼此有與生俱來的性慾望，因此社會中必須有亂倫的禁忌。